# Брам Ленардс
Брам Ленардс (нід. Bram Leenards, 14 червня 1940) — нідерландський ватерполіст.
Учасник Олімпійських Ігор 1960, 1964 років.